# Tess (film)
Tess è un film del 1979 diretto da Roman Polański, vincitore di tre premi Oscar, tratto dal romanzo Tess dei d'Urberville (1891) di Thomas Hardy.

## Trama
La scoperta da parte del padre che la loro famiglia discende da un nobile ceppo normanno catapulta Tess in un lungo viaggio; ella viene mandata dai suoi genitori a reclamare la parentela con un'altra famiglia di nome d'Urberville, senza sapere che questa è una famiglia di nuovi ricchi che proviene da un'altra parte del Paese, dove hanno comprato il nome per apparire più rispettabili.
Viene accolta da Alec Stoke d'Urberville, un giovane bellissimo che s'invaghisce subito di lei. Rifiuta Tess come facente parte della famiglia, ma la invita ad andare a lavorare nella sua proprietà, dove tenta ripetutamente di sedurla fino a quando, frustrato dai continui rifiuti, la conduce nella foresta dove la violenta (o la seduce; la scena, infatti, non è descritta e viene lasciata all'immaginazione del lettore). Tess torna dai suoi genitori e dà alla luce il figlio di Alec, cui dà il nome di "Sorrow", ossia "Sofferenza". Il bambino muore subito dopo e, con grande dispiacere della madre, viene sepolto in un cimitero dove giacciono fuorilegge, in quanto questo è il massimo che il sacerdote ha potuto offrire loro, non avendo il bambino ricevuto il battesimo.
In seguito Tess va a lavorare al caseificio di Talbothay, dove la gente non sa nulla della sua storia. Qui incontra Angel, il figlio di un predicatore con tendenze alla ribellione che sta imparando a fare l'agricoltore nonostante la sua famiglia non approvi. Lui e Tess s'innamorano e si sposano, ma per un equivoco Angel apprenderà solo dopo le nozze di ciò che lei ha passato con Alec e, credendo Tess un'approfittatrice, fugge in Brasile per andare lontano e riflettere. Dopo la partenza di Angel, Tess incontra periodi difficili, spostandosi un po' qui un po' là e lavorando in posti diversi, cosa dura e poco conveniente. Alec ritorna e ancora una volta la reclama, ma Tess rifiuta di avere a che fare con lui fin quando la morte del padre lascia la famiglia senza casa e Alec fornisce loro un posto dove vivere nella sua proprietà a patto che Tess viva con lui come una moglie.
Angel ritorna dal Brasile per scoprire che Tess vive con Alec; lei riesce infine a vedere ora come Alec l'abbia usata e abusata, litigano, lei lo uccide e poi scappa via con Angel passando qualche giorno insieme, fuggiaschi, prima che Tess venga catturata (viene trovata addormentata nel cuore della notte con Angel accanto, presso una delle pietre di Stonehenge, con un significato molto simbolico) e portata sul luogo dell'esecuzione. Chiede ad Angel di prendersi cura al suo posto della sorella minore, Liza, come moglie dopo la sua morte; la scena finale vede due figure allontanarsi dalla cittadina dell'esecuzione e fermarsi un attimo, prostrati, a Stonehenge, mentre una cupa bandiera nera viene issata a valle. Sono Angel e Liza, dolenti ombre nella nebbia sua storia.

## Distribuzione
La versione italiana reperibile su DVD è stata tagliata di 25 minuti (una durata di 165 minuti contro i 190 minuti dell'originale).

## Riconoscimenti
- 1981 - Premio Oscar
  - Migliore fotografia a Geoffrey Unsworth e Ghislain Cloquet
  - Migliore scenografia a Pierre Guffroy e Jack Stephens
  - Migliori costumi ad Anthony Powell
  - Candidatura Miglior film a Claude Berri e Timothy Burrill
  - Candidatura Migliore regia a Roman Polański
  - Candidatura Miglior colonna sonora a Philippe Sarde
- 1981 - Golden Globe
  - Miglior film straniero (Francia)
  - Miglior attrice debuttante a Nastassja Kinski
  - Candidatura Migliore regia a Roman Polański
  - Candidatura Miglior attrice in un film drammatico a Nastassja Kinski
- 1980 - Premio César
  - Miglior film a Roman Polański
  - Migliore regia a Roman Polański
  - Migliore fotografia a Ghislain Cloquet
  - Candidatura Miglior attrice protagonista a Nastassja Kinski
  - Candidatura Migliore scenografia a Pierre Guffroy
  - Candidatura Miglior colonna sonora a Philippe Sarde
- 1982 - Premio BAFTA
  - Migliore fotografia a Geoffrey Unsworth e Ghislain Cloquet
  - Candidatura Migliore scenografia a Pierre Guffroy
  - Candidatura Migliori costumi a Anthony Powell
- 1980 - Los Angeles Film Critics Association Award
  - Migliore regia a Roman Polański
  - Migliore fotografia a Geoffrey Unsworth e Ghislain Cloquet
- 1980 - New York Film Critics Circle Award
  - Migliore fotografia a Geoffrey Unsworth e Ghislain Cloquet
- 1981 - Awards of the Japanese Academy
  - Candidatura Miglior film straniero
- 1981 - Boston Society of Film Critics Award
  - Migliore regia a Roman Polanski
- 1980 - National Board of Review Award
  - Migliori dieci film
- 1981 - British Society of Cinematographers
  - Candidatura Migliore fotografia a Geoffrey Unsworth e Ghislain Cloquet
- 1981 - National Society of Film Critics Award
  - Candidatura Migliore fotografia a Geoffrey Unsworth e Ghislain Cloquet